# Jerzy Fuciman
Jerzy (Jura) Fuciman zwany Juraszek (ur. ??? w Malenowicach, zm. 1716 w Cieszynie) – postać historyczna, zbójnik grasujący w XVIII wieku na terenie Śląska Cieszyńskiego.
Był członkiem bandy Ondraszka od ok. 1711 roku oraz jego domniemanym kuzynem. Skuszony nagrodą stu florenów, wraz z czterema kompanami zamordował zbójnika 1 kwietnia 1715 roku w świadniowskiej karczmie. 
Za ten czyn darowano im dotychczasowe przewiny, jednak Juraszek ani myślał porzucić zbójeckie rzemiosło – w dwa tygodnie od śmierci Ondraszka napadł koło Frydku zakonników z zakonu bonifratrów oraz cieszyńskiego wójta.

Za ten występek i za głowę Juraszka wyznaczono nagrodę. Latem 1716 roku udało się go wraz z kompanami podstępem zwabić do cieszyńskiego więzienia, pod pozorem załatwienia formalności. Podczas aresztowania doszło do awantury, w trakcie których zbójnicy poturbowali aresztujacych. Ostatecznie ujęci zostali skazani na śmierć: Jerzy Fuciman na łamanie kołem, pozostali – na ścięcie.